# Ikeda (Nagano)
Ikeda (jap. 池田町 Ikeda-machi) – miasto w Japonii, na wyspie Honsiu, w prefekturze Nagano. Według danych na rok 2020 miejscowość zamieszkiwało 9 382 mieszkańców , a gęstość zaludnienia wyniosła 233,6 os./km².